# Bladblazer

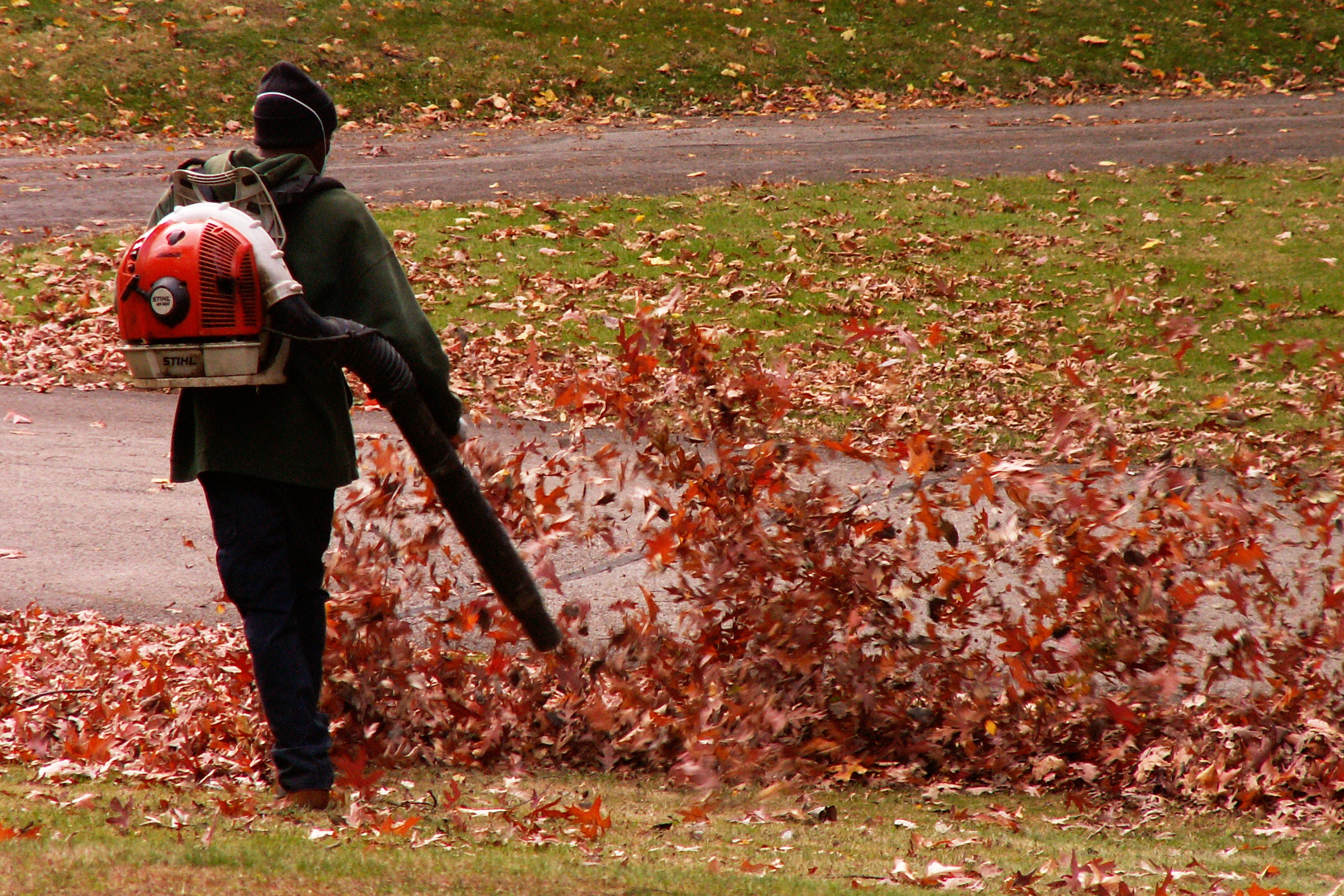
Een rugmodel bladblazer met benzinemotor

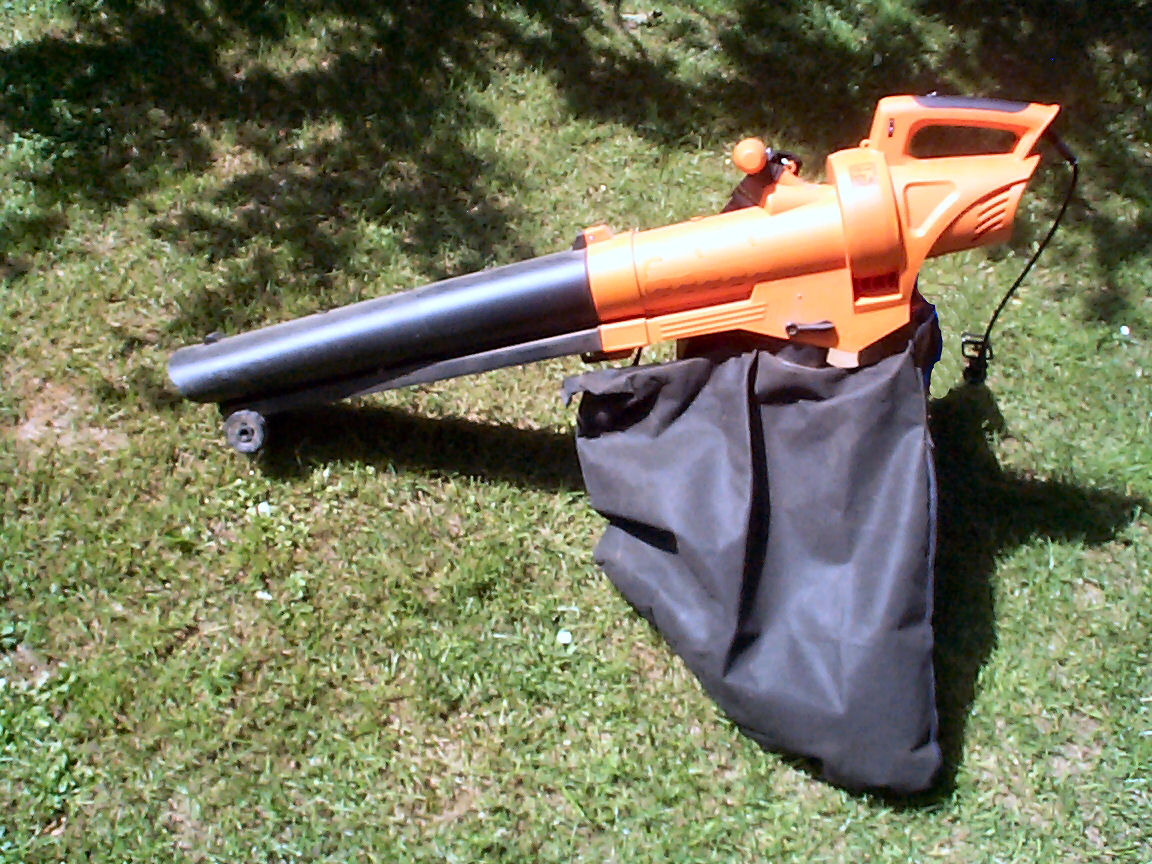
Een elektrisch aangedreven bladblazer/zuiger. De machine heeft drie verschillende functies: blazen, zuigen en hakselen

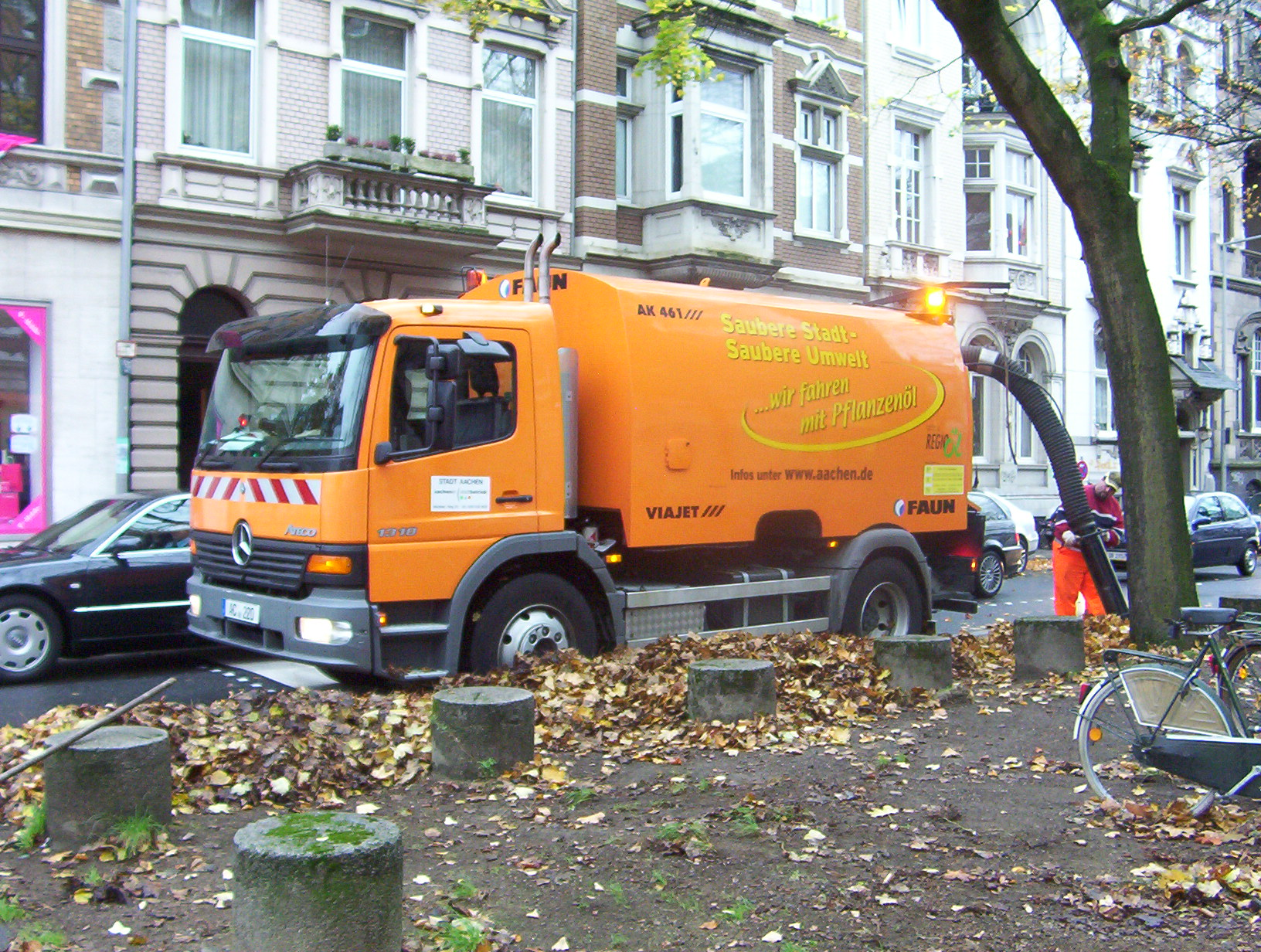
Bladzuiger op vrachtwagen in Aken

Een bladblazer is een stuk gereedschap waarmee een sterke luchtstroom geproduceerd kan worden. De meest voorkomende functie van bladblazers is om afgevallen bladeren mee te verplaatsen.

## Soorten
Draagbare bladblazers zijn er in drie soorten:
- bladblazers met oplaadbare batterij
- elektrische bladblazers met snoer
- bladblazer met benzinemotor

Het principe is steeds hetzelfde. Door de motor wordt een ventilator aangedreven. Die produceert een luchtstroom die door een smalle uitgang naar buiten wordt geperst. De capaciteit van bladblazers wordt aangegeven in kilometers per uur. Er zijn blazers met een maximum blaassnelheid van 200 tot meer dan 300 km/h.
Er zijn ook rijdende bladblazers, al dan niet gemonteerd op een voertuig.

## Toepassing
Door particulieren en groenbedrijven wordt de bladblazer gebruikt om bladeren en andere voorwerpen naar een plek te blazen om daarna afgevoerd te worden. 
In de landbouw worden bladblazers ook gebruikt om chemische bestrijdingsmiddelen over gewassen heen te blazen. De machine is dan voorzien van een vloeistofreservoir dat verbonden is met de blaaspijp. Door lucht in het reservoir te blazen ontstaat er overdruk waardoor de vloeistof door een slang wordt gedrukt die in de blaaspijp uit komt. Daar wordt de vloeistof verneveld en komt op het gewas terecht. Deze manier van werken is onder andere gangbaar in de druiventeelt
In de biologische appelteelt wordt de bladblazer gebruikt om de bladeren onder de bomen weg te blazen. Dit omdat het laten liggen een hogere kans op ongedierte en plantenziekte oplevert.

## Zuigers
Een bladzuiger zuigt bladeren op. Bij de groenvoorziening worden bladzuigers gebruikt die worden voortbewogen door middel van een trekker of vrachtwagen. Om het volume te verkleinen worden de bladeren bij het opzuigen dan eerst versnipperd, waarna ze in een grote bak of zak terecht komen. 